# Harry Belevan
Harry Augusto Belevan McBride (Lima, 31 de marzo de 1945) es un escritor, diplomático, académico y docente peruano, autor de una docena de libros publicados en los géneros del cuento, la novela, el ensayo y el teatro.

## Infancia y Juventud
Harry Augusto Belevan-McBride nació en Lima, Perú, el 31 de marzo de 1945. Es hijo de Lutgardo Beleván Cabrera (1916-1993), abogado y diplomático de ascendencia paterna irlandesa cuyo abuelo luchó en el Combate del 2 de Mayo y de Gladys McBride de Rivero (1909-1999) quien, a temprana edad y por algunos años, vistió los hábitos religiosos de la Compañía de San Vicente de Paúl aun cuando su padre, un inmigrante escocés, había sido de confesión anglicana.
A los pocos meses de su nacimiento Belevan viajó a Santiago de Chile, primer destino diplomático de su padre. Entre 1947 y 1953 vivió en Ecuador y Colombia, trasladándose luego a Francia en donde el padre fue nombrado como cónsul peruano en Burdeos y La Rochelle durante el resto de la década. En esta ciudad Belevan cursó prácticamente todos sus estudios primarios y secundarios en el mismo colegio que, a comienzos del siglo XX, había contado entre sus alumnos a Jean-Paul Sartre quien, según propia confesión, viviría allí algunos de los años más determinantes de su niñez.
En 1960 el padre fue trasladado a los Estados Unidos como cónsul general del Perú sucesivamente en Houston, San Francisco, Nueva Orleans y Nueva York. Así, en 1961 Belevan culminó sus estudios secundarios en un colegio público de San Francisco, ingresando seguidamente al campus en Nueva Orleans de la Universidad Estatal de Luisiana (LSUNO). Tiempo después se inscribiría como alumno libre en el Teachers College de la Universidad de Columbia en Nueva York.   
Luego de vivir ininterrumpidamente esos primeros 20 años de vida en el exterior, Belevan regresó a su país en donde prosiguió sus estudios en la Pontificia Universidad Católica y en la Universidad Nacional Mayor de San Marcos. En 1969 se graduó de la Academia Diplomática ingresando así, por concurso, al servicio exterior peruano en el que se desempeñaría por cerca de 43 años como diplomático de carrera, 23 de los cuales en la categoría profesional de embajador.  

## Carrera Diplomática
Durante su primer año como tercer secretario, escalón inicial de la carrera diplomática, Harry Belevan trabajó como secretario personal del primer canciller del gobierno militar, secundándolo en su participación en la III Cumbre del Movimiento No Alineado en Zambia que significó la primera presencia oficial peruana en un encuentro presidencial del MNOAL.   
En 1971 fue nombrado a su primer destino exterior en Buenos Aires, Argentina, en donde asumió las funciones de agregado cultural. Las actividades que desarrolló por el año de las celebraciones del sesquicentenario de la independencia peruana y sus inclinaciones literarias, le permitieron entablar relaciones en el bullente mundo intelectual porteño con escritores como Marta Lynch, Eduardo Gudiño Kieffer, Adolfo Bioy Casares, Abel Posse, Patricio Esteve, Víctor Massuh, Ernesto Sábato, Haroldo Conti, Dardo Cúneo y otros artistas, músicos y autores de la época, incluyendo a Jorge Luis Borges con quien tuvo algunos encuentros que Belevan describirá años más tarde en uno de sus libros.   
Entre 1973 y 1977 se desempeñó en Bélgica, la Comunidad Económica Europea y el Gran Ducado de Luxemburgo como segundo y primer secretario.   
De regreso a Lima asumió como Jefe de Gabinete y Director de Asuntos Culturales. Ascendido a la categoría de consejero, en 1980 fue trasladado a Italia en donde cumplió funciones tanto en Roma como en la FAO y el FIDA y como Encargado de Negocios concurrente en Grecia.   
Promovido en 1983 al rango de ministro consejero, fue nombrado al año siguiente a Washington como Encargado de Negocios titular ante la Organización de los Estados Americanos (OEA). Un año más tarde recibiría una invitación del recientemente electo Secretario General del organismo hemisférico para que lo acompañara en su gestión. Ascendido al rango de ministro, Belevan se apartó, así, transitoriamente de la carrera diplomática convirtiéndose en funcionario internacional para poder asumir como Asesor Político Principal (Senior Political Adviser) y Jefe de Gabinete (Chief of Staff) del despacho del brasileño Joao Baena Soares. Ejerció dichas funciones hasta mediados de 1988, cuando debió reincorporarse a la cancillería peruana al ser ascendido a la categoría de embajador en el servicio diplomático a la edad de 42 años.  
Durante el tiempo que trabajó directamente con el jefe de la OEA, Belevan se ocupó fundamentalmente de la llamada crisis centroamericana como Representante ad-hoc del Secretario General en de Verificación y Seguimiento (CIVS) de los Acuerdos de Esquipulas para  en Centroamérica, así como en las conversaciones de Sapoá, San José y Nueva York entre la Resistencia Nicaragüense (o Contras) y el gobierno del Frente Sandinista de Liberación Nacional. Fue igualmente enviado especial y representante personal del jefe de la OEA en las conversaciones pactadas, en el Acuerdo de México, entre el gobierno de El Salvador y el Frente Farabundo Martí para la Liberación Nacional. Algunos años después Belevan escribirá sobre estas experiencias políticas en un ensayo titulado: Propuestas de pacificación en Centroamérica: un testimonio personal.
Al alejarse de la OEA Belevan fue nombrado de inmediato como Subsecretario de Política Exterior. Entre sus tareas estuvo la de convocar y presidir en Moscú la primera reunión de embajadores peruanos en los países socialistas, destinada a remozar íntegramente la dinámica de las relaciones mutuas con aquellas naciones, reforzándolas bilateralmente en lugar de asumirlas como nexos diplomáticos con un solo bloque unitario, tal como habían sido concebidas por los gobiernos militares de los años setenta. Pero, debido a desavenencias con el titular de la cartera de Exteriores que culminaron con el establecimiento de relaciones diplomáticas con la República Popular Democrática de Corea --a lo que Belevan se opuso en un extenso memorial dirigido al propio Presidente de la República--, en 1989 fue apartado del cargo. 
En 1989 fue nombrado como embajador del Perú en Portugal. Permaneció en Lisboa hasta inicios de 1993 cuando, por segunda vez, se alejó de la carrera al declinar la designación como Viceministro de Relaciones Exteriores que se le quiso imponer para que administrara la purga política en las filas del servicio diplomático que acababa de decretar el gobierno autoritario de Alberto Fujimori.  
Recalando nuevamente en Washington, el Secretario General de la OEA le ofreció a Belevan el cargo de Director de Becas y, por breve tiempo, el de director de Asuntos Culturales de la organización hemisférica. Cuando Baena Soares concluyó su segundo mandato a mediados de 1994, Belevan se reincorporó a su carrera como Director General de Relaciones Culturales. Al poco tiempo, sin embargo, se retiró por tercera vez para poder aceptar una invitación de la George Washington University de los Estados Unidos.
De regreso al Perú a mediados de 1995, asumió como Subsecretario de Política Bilateral. En esa capacidad, Belevan se desempeñó como Coordinador Nacional de las Cumbres Iberoamericanas y presidió una Misión Especial ante los jefes de Estado de Colombia, Venezuela y Centroamérica encargada de explicar la llamada Guerra del Cenepa entre el Perú y Ecuador, lo que le hizo merecedor de un “Reconocimiento Patriótico” del Congreso por las gestiones desplegadas. Desde aquel cargo formuló, asimismo, la interrupción de las relaciones diplomáticas con la República Árabe Saharaui Democrática establecidas una década antes, y presidió o integró diversas misiones diplomáticas en África y Asia. En diciembre de 1996 asumió como embajador del Perú en Bolivia. Su misión altiplánica estuvo marcada por altibajos diplomáticos que, si le significaron no ser condecorado al término de su misión por el gobierno boliviano le valieron, en compensación, recibir el apoyo público del presidente transitorio Valentín Paniagua y la máxima condecoración de la Policía Nacional del Perú por el papel desempeñado en La Paz, todo lo cual Belevan detalla en su libro Si mal no recuerdo (ver Nota 6) 
Con la elección del presidente Alejandro Toledo en el 2001, el nuevo canciller le ofreció la Subsecretaría de Asuntos Multilaterales. Ocupó el cargo hasta diciembre del 2002 y le cupo integrar la Comisión Especial Investigadora del cese de los 117 diplomáticos expulsados en 1992. Ese mismo año 2002 fue elegido Presidente de la Asociación de Funcionarios Diplomáticos del Perú.  
En el 2003 ejerció como Secretario Pro-tempore del Grupo de Río y un año después fue designado como embajador en Austria y embajador concurrente en Eslovaquia y Eslovenia, así como Representante Permanente ante los organismos de las Naciones Unidas con sede en Viena: CTBTO, ONUDI y UNODC, y como Gobernador del Perú en la Junta del Organismo Internacional de Energía Atómica (OIEA).  
En el 2006 fue nombrado como embajador de Perú en Francia y Delegado Permanente ante la Unesco, en donde integró su Consejo Ejecutivo, así como Representante Permanente ante la UL, el BIE y la OIV y como primer observador en la OCDE con el encargo de iniciar las gestiones para el futuro ingreso del Perú al organismo económico.  
En el 2009 fue nombrado como primer embajador peruano formalmente acreditado en el Principado de Mónaco.   
En el año 2011 regresó a Torre Tagle y fue designado Rector de la Academia Diplomática la cual, a su iniciativa, pasaría a denominarse a partir de ese año con el nombre del ilustre internacionalista Javier Pérez de Cuellar. En esa misma condición fue también presidente de la Fundación Academia Diplomática del Perú. No alcanzó, sin embargo, a desarrollar todas las reformas que se propuso principalmente en la malla curricular de estudios, pues a las pocas semanas de iniciado el nuevo gobierno de Ollanta Humana su canciller, Rafael Roncagliolo.  
El 15 de diciembre de 2011, Harry Belevan fue elegido como Académico de Número de la Academia Peruana de la Lengua, recibió un doctorado honoris causa de la Universidad de Le Havre, Francia y, poco tiempo después, fue elegido a un cargo directivo en la Universidad de San Marcos. 

## Reconocimientos
- Gran Cruz de la Orden El Sol
- Gran Cruz de la Orden al Mérito por Servicios Distinguidos
- Gran Cruz de la Orden Al Mérito de la Policía Nacional
- "Reconocimiento Patriótico” del Congreso de la República.
- Gran Banda del Águila Azteca, México
- Gran Cruz de la Orden al Mérito, Portugal
- Gran Cruz de la Orden Nacional al Mérito, Francia
- Orden del Libertador San Martín de la República Argentina
- Orden de Leopoldo de Bélgica
- Orden al Mérito de Italia en distintos grados
- Medalla de Honor de la Asamblea Nacional de Francia.

## Publicaciones
- Escuchando tras la puerta Madrid: Tusquets, 1975.
- Teoría de lo fantástico. Madrid: Anagrama, 1976.
- Las coliflores, teatro.
- Antología del cuento fantástico peruano, ensayo. Universidad Nacional Mayor de San Marcos, Lima, 1977.
- La piedra en el agua. Madrid: Tusquets, 1977.
- Fuegos artificiales. Lima: El Virrey, 1986.
- La Gran Dama, teatro.
- Cambio y continuidad, ensayo. Fondo de Cultura Económica, México, 1996, con prólogo del Presidente Miguel de la Madrid.
- The Heirs of Ariadne, ensayo. Interamer, Washington, DC, 1997.
- Una diversión nocturna y nada más, teatro.
- Pruebas al canto, crónicas. Plural Editores, , 2000.
- Una muerte sin medida. Lima: Alfaguara, 2000.
- Cuentos de bolsillo. Lima: Universidad Ricardo Palma, 2007.
- Soliloquio de la mosca, teatro.
- Pronósticos del Pasado, memorias, compuesta de: Si mal no recuerdo y Fe de erratas. Editorial Universitaria Ricardo Palma, s/f.
- Teatro incompleto. Editorial Universitaria Ricardo Palma, s/f.
- Teoría de lo fantástico.

## Genealogía
| \| \| \| \| \| \| \| \| \| \| \| \| \| \| \| \| \| \| \| \| 16. Manuel Antonio Belevan y Ladrón de Guevara \| \| \| \| \| \| \| \| \| \| \| \| \| \| \| \| \| \| \| \| \| \| \| \| \| \| \| \| \| \| \| \| \| \| \| \| \| \| \| \| \| \| \| \| \| \| \| \| \| \| \| \| \| \| 8. Francisco Beleván y García \| \| \| \| \| \| \| \| \| \| \| \| \| \| \| \| \| \| \| \| \| \| \| \| \| \| \| \| \| \| \| \| \| \| \| \| \| \| \| \| \| \| \| \| \| \| \| \| \| \| \| \| \| \| 17. Rosa García y Jiménez \| \| \| \| \| \| \| \| \| \| \| \| \| \| \| \| \| \| \| \| \| \| \| \| \| \| \| \| \| \| \| \| \| \| \| \| \| \| \| \| \| \| \| \| \| \| \| \| \| \| \| \| \| \| 4. Gregorio Beleván Silva \| \| \| \| \| \| \| \| \| \| \| \| \| \| \| \| \| \| \| \| \| \| \| \| \| \| \| \| \| \| \| \| \| \| \| \| \| \| \| \| \| \| \| \| \| \| \| \| \| \| \| \| \| \| 18. Pedro Silva \| \| \| \| \| \| \| \| \| \| \| \| \| \| \| \| \| \| \| \| \| \| \| \| \| \| \| \| \| \| \| \| \| \| \| \| \| \| \| \| \| \| \| \| \| \| \| \| \| \| \| \| \| \| 9. Rosa Julia Silva Lomparte \| \| \| \| \| \| \| \| \| \| \| \| \| \| \| \| \| \| \| \| \| \| \| \| \| \| \| \| \| \| \| \| \| \| \| \| \| \| \| \| \| \| \| \| \| \| \| \| \| \| \| \| \| \| 19. Petronila Lomparte Beleván \| \| \| \| \| \| \| \| \| \| \| \| \| \| \| \| \| \| \| \| \| \| \| \| \| \| \| \| \| \| \| \| \| \| \| \| \| \| \| \| \| \| \| \| \| \| \| \| \| \| \| \| \| \| 2. Lutgardo Beleván Cabrera \| \| \| \| \| \| \| \| \| \| \| \| \| \| \| \| \| \| \| \| \| \| \| \| \| \| \| \| \| \| \| \| \| \| \| \| \| \| \| \| \| \| \| \| \| \| \| \| \| \| \| \| \| \| 10. Justiniano Cabrera \| \| \| \| \| \| \| \| \| \| \| \| \| \| \| \| \| \| \| \| \| \| \| \| \| \| \| \| \| \| \| \| \| \| \| \| \| \| \| \| \| \| \| \| \| \| \| \| \| \| \| \| \| \| 5. Rosa Cabrera Galet \| \| \| \| \| \| \| \| \| \| \| \| \| \| \| \| \| \| \| \| \| \| \| \| \| \| \| \| \| \| \| \| \| \| \| \| \| \| \| \| \| \| \| \| \| \| \| \| \| \| \| \| \| \| 11. Eloisa Galet \| \| \| \| \| \| \| \| \| \| \| \| \| \| \| \| \| \| \| \| \| \| \| \| \| \| \| \| \| \| \| \| \| \| \| \| \| \| \| \| \| \| \| \| \| \| \| \| \| \| \| \| \| \| 1. Harry Belevan-McBride \| \| \| \| \| \| \| \| \| \| \| \| \| \| \| \| \| \| \| \| \| \| \| \| \| \| \| \| \| \| \| \| \| \| \| \| \| \| \| \| \| \| \| \| \| \| \| \| \| \| \| \| \| \| 24. John Sangster \| \| \| \| \| \| \| \| \| \| \| \| \| \| \| \| \| \| \| \| \| \| \| \| \| \| \| \| \| \| \| \| \| \| \| \| \| \| \| \| \| \| \| \| \| \| \| \| \| \| \| \| \| \| 12. James Sangster Mackie \| \| \| \| \| \| \| \| \| \| \| \| \| \| \| \| \| \| \| \| \| \| \| \| \| \| \| \| \| \| \| \| \| \| \| \| \| \| \| \| \| \| \| \| \| \| \| \| \| \| \| \| \| \| 25. Isabella Mackie \| \| \| \| \| \| \| \| \| \| \| \| \| \| \| \| \| \| \| \| \| \| \| \| \| \| \| \| \| \| \| \| \| \| \| \| \| \| \| \| \| \| \| \| \| \| \| \| \| \| \| \| \| \| 6. William Sangster McBride \| \| \| \| \| \| \| \| \| \| \| \| \| \| \| \| \| \| \| \| \| \| \| \| \| \| \| \| \| \| \| \| \| \| \| \| \| \| \| \| \| \| \| \| \| \| \| \| \| \| \| \| \| \| 13. Isabella McBride \| \| \| \| \| \| \| \| \| \| \| \| \| \| \| \| \| \| \| \| \| \| \| \| \| \| \| \| \| \| \| \| \| \| \| \| \| \| \| \| \| \| \| \| \| \| \| \| \| \| \| \| \| \| 3. Gladys McBride de Rivero \| \| \| \| \| \| \| \| \| \| \| \| \| \| \| \| \| \| \| \| \| \| \| \| \| \| \| \| \| \| \| \| \| \| \| \| \| \| \| \| \| \| \| \| \| \| \| \| \| \| \| \| \| \| 28. Dámaso María de Rivero y Abril \| \| \| \| \| \| \| \| \| \| \| \| \| \| \| \| \| \| \| \| \| \| \| \| \| \| \| \| \| \| \| \| \| \| \| \| \| \| \| \| \| \| \| \| \| \| \| \| \| \| \| \| \| \| 14. Dámaso Gaspar de Rivero Fontanales \| \| \| \| \| \| \| \| \| \| \| \| \| \| \| \| \| \| \| \| \| \| \| \| \| \| \| \| \| \| \| \| \| \| \| \| \| \| \| \| \| \| \| \| \| \| \| \| \| \| \| \| \| \| 29. Juana Paula Fontanales y Ponce de León \| \| \| \| \| \| \| \| \| \| \| \| \| \| \| \| \| \| \| \| \| \| \| \| \| \| \| \| \| \| \| \| \| \| \| \| \| \| \| \| \| \| \| \| \| \| \| \| \| \| \| \| \| \| 7. Maria Elena de Rivero Pérez-Aranibar \| \| \| \| \| \| \| \| \| \| \| \| \| \| \| \| \| \| \| \| \| \| \| \| \| \| \| \| \| \| \| \| \| \| \| \| \| \| \| \| \| \| \| \| \| \| \| \| \| \| \| \| \| \| 30. Manuel María Pérez Araníbar \| \| \| \| \| \| \| \| \| \| \| \| \| \| \| \| \| \| \| \| \| \| \| \| \| \| \| \| \| \| \| \| \| \| \| \| \| \| \| \| \| \| \| \| \| \| \| \| \| \| \| \| \| \| 15. María Manuela Pérez Araníbar Romero \| \| \| \| \| \| \| \| \| \| \| \| \| \| \| \| \| \| \| \| \| \| \| \| \| \| \| \| \| \| \| \| \| \| \| \| \| \| \| \| \| \| \| \| \| \| \| \| \| \| \| \| \| \| 31. María Dorotea Romero Corrales \| \| \| \| \| \| \| \| \| \| \| \| \| \| \| \| \| \| \| \| \| \| \| \| \| \| \| \| \| \| \| \| \| \| \| \| \| \| \| \| \| \| \| \| \| \| \| \| \| \| \| \| |                                                |  |  |  |  |  |  |  |  |  |  |  |  |  |  |  |
| |                                                |  |  |  |  |  |  |  |  |  |  |  |  |  |  |  |
| | 16. Manuel Antonio Belevan y Ladrón de Guevara |  |  |  |  |  |  |  |  |  |  |  |  |  |  |  |
| |                                                |  |  |  |  |  |  |  |  |  |  |  |  |  |  |  |
| |                                                |  |  |  |  |  |  |  |  |  |  |  |  |  |  |  |
| | 8. Francisco Beleván y García                  |  |  |  |  |  |  |  |  |  |  |  |  |  |  |  |
| |                                                |  |  |  |  |  |  |  |  |  |  |  |  |  |  |  |
| |                                                |  |  |  |  |  |  |  |  |  |  |  |  |  |  |  |
| | 17. Rosa García y Jiménez                      |  |  |  |  |  |  |  |  |  |  |  |  |  |  |  |
| |                                                |  |  |  |  |  |  |  |  |  |  |  |  |  |  |  |
| |                                                |  |  |  |  |  |  |  |  |  |  |  |  |  |  |  |
| | 4. Gregorio Beleván Silva                      |  |  |  |  |  |  |  |  |  |  |  |  |  |  |  |
| |                                                |  |  |  |  |  |  |  |  |  |  |  |  |  |  |  |
| |                                                |  |  |  |  |  |  |  |  |  |  |  |  |  |  |  |
| | 18. Pedro Silva                                |  |  |  |  |  |  |  |  |  |  |  |  |  |  |  |
| |                                                |  |  |  |  |  |  |  |  |  |  |  |  |  |  |  |
| |                                                |  |  |  |  |  |  |  |  |  |  |  |  |  |  |  |
| | 9. Rosa Julia Silva Lomparte                   |  |  |  |  |  |  |  |  |  |  |  |  |  |  |  |
| |                                                |  |  |  |  |  |  |  |  |  |  |  |  |  |  |  |
| |                                                |  |  |  |  |  |  |  |  |  |  |  |  |  |  |  |
| | 19. Petronila Lomparte Beleván                 |  |  |  |  |  |  |  |  |  |  |  |  |  |  |  |
| |                                                |  |  |  |  |  |  |  |  |  |  |  |  |  |  |  |
| |                                                |  |  |  |  |  |  |  |  |  |  |  |  |  |  |  |
| | 2. Lutgardo Beleván Cabrera                    |  |  |  |  |  |  |  |  |  |  |  |  |  |  |  |
| |                                                |  |  |  |  |  |  |  |  |  |  |  |  |  |  |  |
| |                                                |  |  |  |  |  |  |  |  |  |  |  |  |  |  |  |
| | 10. Justiniano Cabrera                         |  |  |  |  |  |  |  |  |  |  |  |  |  |  |  |
| |                                                |  |  |  |  |  |  |  |  |  |  |  |  |  |  |  |
| |                                                |  |  |  |  |  |  |  |  |  |  |  |  |  |  |  |
| | 5. Rosa Cabrera Galet                          |  |  |  |  |  |  |  |  |  |  |  |  |  |  |  |
| |                                                |  |  |  |  |  |  |  |  |  |  |  |  |  |  |  |
| |                                                |  |  |  |  |  |  |  |  |  |  |  |  |  |  |  |
| | 11. Eloisa Galet                               |  |  |  |  |  |  |  |  |  |  |  |  |  |  |  |
| |                                                |  |  |  |  |  |  |  |  |  |  |  |  |  |  |  |
| |                                                |  |  |  |  |  |  |  |  |  |  |  |  |  |  |  |
| | 1. Harry Belevan-McBride                       |  |  |  |  |  |  |  |  |  |  |  |  |  |  |  |
| |                                                |  |  |  |  |  |  |  |  |  |  |  |  |  |  |  |
| |                                                |  |  |  |  |  |  |  |  |  |  |  |  |  |  |  |
| | 24. John Sangster                              |  |  |  |  |  |  |  |  |  |  |  |  |  |  |  |
| |                                                |  |  |  |  |  |  |  |  |  |  |  |  |  |  |  |
| |                                                |  |  |  |  |  |  |  |  |  |  |  |  |  |  |  |
| | 12. James Sangster Mackie                      |  |  |  |  |  |  |  |  |  |  |  |  |  |  |  |
| |                                                |  |  |  |  |  |  |  |  |  |  |  |  |  |  |  |
| |                                                |  |  |  |  |  |  |  |  |  |  |  |  |  |  |  |
| | 25. Isabella Mackie                            |  |  |  |  |  |  |  |  |  |  |  |  |  |  |  |
| |                                                |  |  |  |  |  |  |  |  |  |  |  |  |  |  |  |
| |                                                |  |  |  |  |  |  |  |  |  |  |  |  |  |  |  |
| | 6. William Sangster McBride                    |  |  |  |  |  |  |  |  |  |  |  |  |  |  |  |
| |                                                |  |  |  |  |  |  |  |  |  |  |  |  |  |  |  |
| |                                                |  |  |  |  |  |  |  |  |  |  |  |  |  |  |  |
| | 13. Isabella McBride                           |  |  |  |  |  |  |  |  |  |  |  |  |  |  |  |
| |                                                |  |  |  |  |  |  |  |  |  |  |  |  |  |  |  |
| |                                                |  |  |  |  |  |  |  |  |  |  |  |  |  |  |  |
| | 3. Gladys McBride de Rivero                    |  |  |  |  |  |  |  |  |  |  |  |  |  |  |  |
| |                                                |  |  |  |  |  |  |  |  |  |  |  |  |  |  |  |
| |                                                |  |  |  |  |  |  |  |  |  |  |  |  |  |  |  |
| | 28. Dámaso María de Rivero y Abril             |  |  |  |  |  |  |  |  |  |  |  |  |  |  |  |
| |                                                |  |  |  |  |  |  |  |  |  |  |  |  |  |  |  |
| |                                                |  |  |  |  |  |  |  |  |  |  |  |  |  |  |  |
| | 14. Dámaso Gaspar de Rivero Fontanales         |  |  |  |  |  |  |  |  |  |  |  |  |  |  |  |
| |                                                |  |  |  |  |  |  |  |  |  |  |  |  |  |  |  |
| |                                                |  |  |  |  |  |  |  |  |  |  |  |  |  |  |  |
| | 29. Juana Paula Fontanales y Ponce de León     |  |  |  |  |  |  |  |  |  |  |  |  |  |  |  |
| |                                                |  |  |  |  |  |  |  |  |  |  |  |  |  |  |  |
| |                                                |  |  |  |  |  |  |  |  |  |  |  |  |  |  |  |
| | 7. Maria Elena de Rivero Pérez-Aranibar        |  |  |  |  |  |  |  |  |  |  |  |  |  |  |  |
| |                                                |  |  |  |  |  |  |  |  |  |  |  |  |  |  |  |
| |                                                |  |  |  |  |  |  |  |  |  |  |  |  |  |  |  |
| | 30. Manuel María Pérez Araníbar                |  |  |  |  |  |  |  |  |  |  |  |  |  |  |  |
| |                                                |  |  |  |  |  |  |  |  |  |  |  |  |  |  |  |
| |                                                |  |  |  |  |  |  |  |  |  |  |  |  |  |  |  |
| | 15. María Manuela Pérez Araníbar Romero        |  |  |  |  |  |  |  |  |  |  |  |  |  |  |  |
| |                                                |  |  |  |  |  |  |  |  |  |  |  |  |  |  |  |
| |                                                |  |  |  |  |  |  |  |  |  |  |  |  |  |  |  |
| | 31. María Dorotea Romero Corrales              |  |  |  |  |  |  |  |  |  |  |  |  |  |  |  |
| |                                                |  |  |  |  |  |  |  |  |  |  |  |  |  |  |  |
| |                                                |  |  |  |  |  |  |  |  |  |  |  |  |  |  |  |